# Great Heaton
Great Heaton var en civil parish från 1866 till 1894 då den blev en del av Middleton och Prestwich, i grevskapet Lancashire (nu Greater Manchester), i England. Denna civil parish hade 397 invånare år 1891.